# 樫田レオ
樫田 レオ（かしだ レオ）は、日本の税理士、フリーランスのシナリオライター、小説家。本名は各務吉彦。南山大学経営学部卒業。
岐阜県で税理士事務所を開業するかたわら、主にKey作品のシナリオを手掛けている兼業ライター。もともと趣味で「ONE 〜輝く季節へ〜」や「Kanon」の二次創作ショートショートを執筆していたところスカウトされ、「智代アフター」の制作に参加し始めた。ペンネームは「貸倒引当金」に由来する。

## 作品

### ゲーム
- 智代アフター 〜It's a Wonderful Life〜（2005年 Key） 一部シナリオ
- リトルバスターズ!（2007年 Key） 西園美魚シナリオ、エンディングテーマ「雨のち晴れ」作詞
  - リトルバスターズ! エクスタシー（2008年 Key） 西園美魚シナリオ
- HOLY BREAKER! -THE WITCH BETRAYED BLUE MOON WICCA.-（2014年 H.I design office） シナリオ、作詞
  - HOLY BREAKER!2 -THE WISH IN THE NIGHT OF THE STAR TALERS.-（2015年 H.I design office） シナリオ、作詞
- XBLAZE LOST:MEMORIES（2015年 アークシステムワークス） 一部シナリオ[5]
- Angel Beats! -1st beat-（2015年 Key）一部シナリオ

### ライトノベル
- 詩葉さんは別ノ詩を詠みはじめる（2017年 ファミ通文庫 イラスト：サイトー） ISBN 978-4-04-734742-7
- 銀月の夜、さよならを言う（2018年 ファミ通文庫 イラスト：とろっち） ISBN 978-4-04-735200-1